# Four Bridges (Ohio)
Four Bridges é um lugar designado pelo censo localizado no condado de Butler no estado estadounidense de Ohio. No Censo de 2010 tinha uma população de 2.919 habitantes e uma densidade populacional de 512,99 pessoas por km².

## Geografia
Four Bridges encontra-se localizado nas coordenadas 39° 22′ 34″ N, 84° 21′ 34″ O. Segundo o Departamento do Censo dos Estados Unidos, Four Bridges tem uma superfície total de 5.69 km², da qual 5.68 km² correspondem a terra firme e (0.14%) 0.01 km² é água.

## Demografia
Segundo o censo de 2010, tinha 2.919 habitantes residindo em Four Bridges. A densidade populacional era de 512,99 hab./km². Dos 2.919 habitantes, Four Bridges estava composto pelo 88.39% brancos, 5.1% eram afroamericanos, 0% eram amerindios, 4.52% eram asiáticos, 0% eram insulares do Pacífico, 0.48% eram de outras raças e 1.51% pertenciam a duas ou mais raças. Do total da população 1.68% eram hispanos ou latinos de qualquer raça.